# Bernard Fresson
Bernard Fresson, echte naam Bernard René Pierre Fresson, (Reims, 27 mei 1931 - Orsay, 20 oktober 2002) was een Frans acteur.

## Leven en werk

### Afkomst, opleiding en toneeldebuut
Bernard Fresson werd geboren als de zoon van een banketbakker. Hij studeerde succesvol af aan de École des hautes études commerciales de Paris (HEC). Daarna overwoog hij een sportcarrière in het voetbal en in het wielrennen. Hij leerde trompet spelen, zong in het koor van de kathedraal van Reims en werd ook nog garagist. Uiteindelijk besloot hij toneellessen te volgen bij Tania Balachova. Hij stond vanaf 1956 heel regelmatig op de planken. Eerst deed Jean Vilar van het Théâtre national populaire een beroep op hem. Hij werkte samen met regisseurs zoals Roger Planchon en Robert Hossein en was werkzaam in de toneelwereld tot 2001. 

### Jaren zestig: bescheiden filmstart
In 1959 werd hij in de filmwereld voor het eerst opgemerkt dankzij het romantische drama Hiroshima mon amour van Alain Resnais. De volgende jaren moest hij genoegen nemen met bijrollen. Daarna speelde hij rollen met meer inhoud in films als La guerre est finie (1966) en Je t'aime, je t'aime (1968) van Resnais. Hij vertolkte eveneens een van de vele personages in de Tweede Wereldoorlogfresco's The Longest Day (1962) en Paris brûle-t-il? (1966). Naar het einde van de jaren zestig toe werd hij bedacht met een zeldzame hoofdrol. De Belgische cineast Luc de Heusch was de eerste die hem die eer deed met zijn tragikomedie Jeudi on chantera comme dimanche (1967). Enkele andere rollen volgden zoals in het drama La Prisonnière (1968) en in het politieke drama Z (1969).

### Jaren zeventig: glorieperiode
Hij speelde rollen in meerdere films van onder andere Yves Boisset, Claude Sautet, Serge Korber, André Cayatte en Nicole Garcia. Uit de jaren zeventig, zijn topperiode, vallen ook nog zijn prestaties op als politie-inspecteur in de Amerikaanse politiefilm French connection II (1975) waar hij naast Gene Hackman jacht maakte op slechterik Fernando Rey, als een robuuste en perverse schilder in de komedie Les Galettes de Pont-Aven (1975) en als verwerpelijk sujet in de Roman Polanski-thriller The Tenant (1976). 

### Televisie
Na 1985 nam het aantal filmrollen, net zoals zijn theaterwerk, af en spitste hij zich toe op de televisie. Vermeldenswaardig was zijn vertolking van Jean Jaurès in de televisiefilm Jean Jaurès: vie et mort d'un socialiste.

### Privéleven
In de jaren zeventig had hij een langdurige relatie met Annie Girardot waaraan een einde kwam in 1978. Daarna huwde hij nog twee keer. Hij had twee kinderen. 
In 2002 overleed Fresson op 71-jarige leeftijd aan kanker. Hij ligt begraven op het cimetière du Père-Lachaise.

## Filmografie (selectie lange speelfilms)
- 1959 - Hiroshima mon amour (Alain Resnais)
- 1959 - Le Testament du docteur Cordelier (Jean Renoir)
- 1961 - La Ragazza in vetrina (Luciano Emmer)
- 1962 - The Longest Day (Ken Annakin, Andrew Marton en Bernhard Wicki)
- 1965 - La Grosse Caisse (Alex Joffé)
- 1966 - La guerre est finie (Alain Resnais)
- 1966 - Paris brûle-t-il? (René Clément)
- 1967 - Mon amour, mon amour (Nadine Trintignant)
- 1967 - Triple Cross (Terence Young)
- 1967 - Belle de Jour (Luis Buñuel)
- 1967 - Jeudi on chantera comme dimanche (Luc de Heusch)
- 1967 - Loin du Vietnam (collectieve film van onder meer Jean-Luc Godard, Alain Resnais en Agnès Varda)
- 1968 - Tante Zita (Robert Enrico)
- 1968 - Je t'aime, je t'aime (Alain Resnais)
- 1968 - Adieu l'ami (Jean Herman)
- 1968 - La Prisonnière (Henri-Georges Clouzot)
- 1969 - L'Américain (Marcel Bozzuffi)
- 1969 - Z (Costa-Gavras)
- 1970 - Un condé (Yves Boisset)
- 1970 - La Dame dans l'auto avec des lunettes et un fusil (The Lady in the Car with Glasses and a Gun) (Anatole Litvak)
- 1971 - Max et les ferrailleurs (Claude Sautet)
- 1971 - Un peu de soleil dans l'eau froide (Jacques Deray)
- 1972 - Les Feux de la Chandeleur (Serge Korber)
- 1973 - Il n'y a pas de fumée sans feu (André Cayatte)
- 1974 - Ursule et Grelu (Serge Korber)
- 1975 - French Connection II (John Frankenheimer)
- 1975 - Les Galettes de Pont-Aven (Joël Séria)
- 1976 - Il pleut sur Santiago (Helvio Soto)
- 1976 - L'Ordinateur des pompes funèbres (Gérard Pirès)
- 1976 - Mords pas, on t'aime (Yves Allégret)
- 1976 - The Tenant (of Le Locataire) (Roman Polanski)
- 1976 - Cours après moi que je t'attrape (Robert Pouret)
- 1976 - Mado (Claude Sautet)
- 1977 - À chacun son enfer (André Cayatte)
- 1977 - Les Passagers (Serge Leroy)
- 1982 - Espion, lève-toi (Yves Boisset)
- 1983 - Garçon! (Claude Sautet)
- 1984 - Rive droite, rive gauche (Philippe Labro)
- 1984 - Réveillon chez Bob (Denys Granier-Deferre)
- 1988 - En toute innocence (Alain Jessua)
- 1988 - Bonjour l'angoisse (Pierre Tchernia)
- 1989 - Street of No Return (Samuel Fuller)
- 1990 - Le Dénommé (Jean-Claude Dague)
- 1991 - Money (Steven Hilliard Stern)
- 1993 - Germinal (Claude Berri)
- 1996 - Mon homme (Bertrand Blier)
- 1998 - Place Vendôme (Nicole Garcia)
- 2000 - Six-Pack (Alain Berbérian)
- 2001 - Le Pacte des loups (Christophe Gans)
- 2002 - L'Adversaire (Nicole Garcia)

## Nominaties voor deCésar voor beste acteur in een bijrol
- 1984: Garçon!
- 1999: Place Vendôme

- Biblioteca Nacional de España: XX1575433
- Bibliothèque nationale de France: cb13894160x (data)
- Gemeinsame Normdatei: 130170275
- International Standard Name Identifier: 0000 0001 0777 6854
- Library of Congress Control Number: n85327175
- Nationale Bibliotheek van Tsjechië: xx0167794
- Nationale Bibliotheek van Israël: 987007342097705171
- Nationale Bibliotheek van Polen: a0000001748702
- SNAC: w6sr01wm
- Système universitaire de documentation: 06865569X
- Virtual International Authority File: 14958209
- WorldCat: E39PBJmP79GfyGRkjbmf8Qw9jC